# Meteorus kunashiricus
Meteorus kunashiricus är en stekelart som beskrevs av Sergey A. Belokobylskij 1995. Meteorus kunashiricus ingår i släktet Meteorus och familjen bracksteklar. Inga underarter finns listade i Catalogue of Life.